# Leptosphaeria clarkii
Leptosphaeria clarkii är en svampart som beskrevs av D. Hawksw. 1980. Leptosphaeria clarkii ingår i släktet Leptosphaeria och familjen Leptosphaeriaceae.   Inga underarter finns listade i Catalogue of Life.